# Giuseppe Romei
Giuseppe Romei, né à Florence en 1714 et mort à Livourne en 1785, est un peintre italien.

## Biographie
Giuseppe Romei est un élève d'Antonio Puglieschi. En 1735, il est accueilli à l'Académie des beaux-arts de Florence dont il est élu conseiller en 1766, conservateur en 1778 et consul en 1780.
À Florence se trouvent ses fresques, datant des années 1860 dont une série de peintures dans l'Église Ognissanti (la penture du plafond, qui représente la Gloire de saint François et de saint Pasquale Baylon, est de Giuseppe Romei et l'encadrement en staff est de Giuseppe Benucci) et des lunettes dans le réfectoire. Pour l'église Santa Maria del Carmine il remplace, de 1773 à 1780, les peintures perdues en 1771, lors d'un incendie.

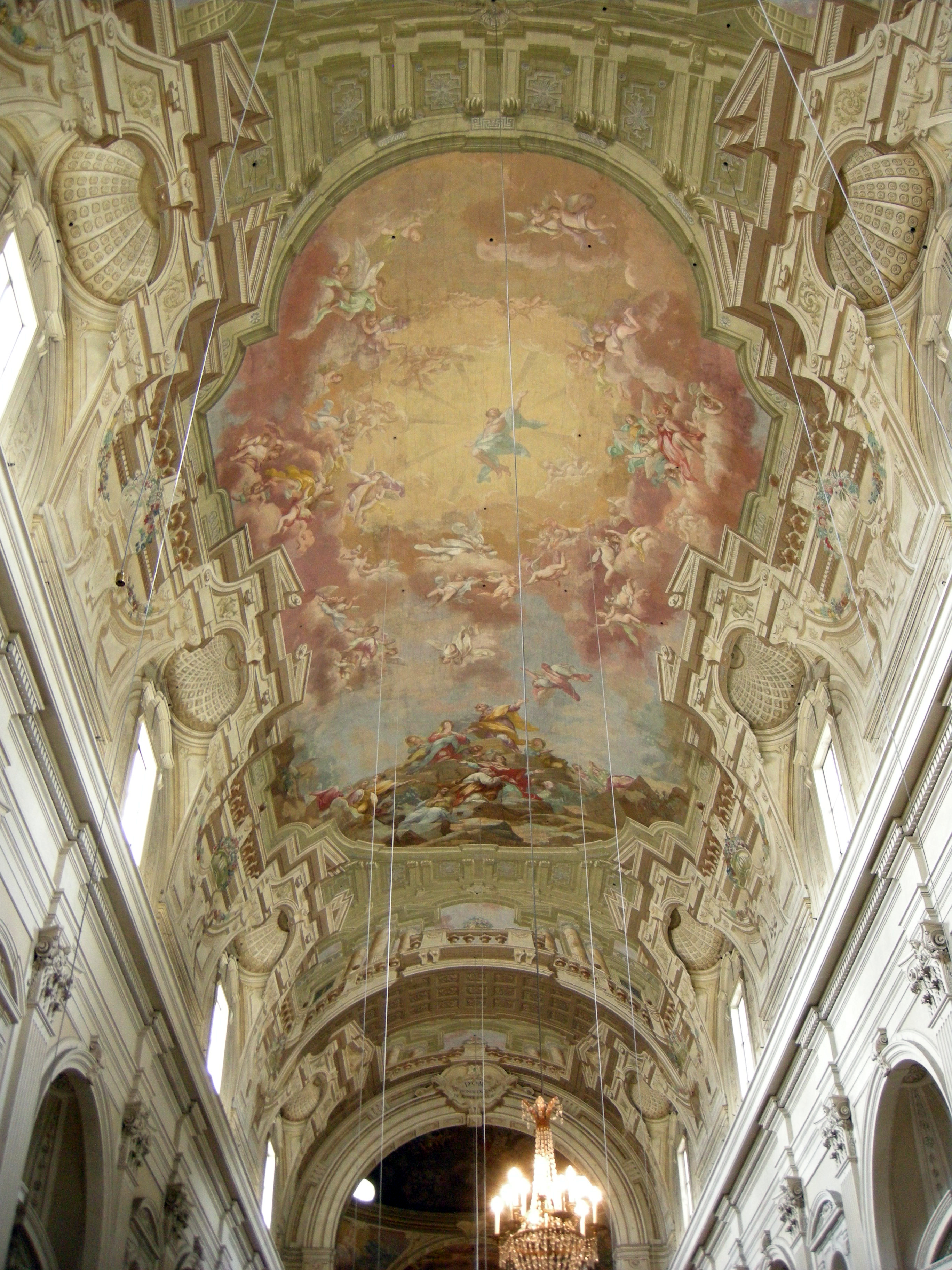
Église Santa Maria del Carmine, fresques de Giuseppe Romei entre les carrés de Domenico Stagi

Dans la Collegiata di Sant'Andrea (it) d'Empoli se trouve la Mort de saint Joseph (Il transito di San Giuseppe). Cette toile a été entièrement restaurée en 2016.